# 广东广播电视台交通之声
广东广播电视台交通之声，前称羊城交通广播电台、广东广播电视台羊城交通台，是中国广东广播电视台旗下的一个专业交通广播电台频率，于1993年7月30日开播。频率提供各类交通及生活资讯服务，从早上7时至晚上12时每30分钟播报一次交通消息，报告广州市区、邻近地区以及广东省高速公路即时路面情况。现为广州地区收听率、市场占用率最高的广播频率。

## 发射频率
羊城交通台使用调频广播，频率为FM105.2兆赫，于广州市越秀山发射。覆盖范围是广州及周边地区和珠江口沿岸地区。在顺德南部、中山北部、广州南沙及东莞西部，由于处于两发射站的中点，两站发射的信号相互冲突产生同频干扰，因此该地区出现接收困难的情况。

## 栏目
- 《大吉利车队》（广播剧）
- 《朝朝早精神好》（早间资讯节目）
- 《有车有得挥》（汽车资讯节目）
- 《全国汽车音乐榜》（音乐节目）
- 《1052欢乐帮》（生活服务节目）
- 《1052欢乐秀》（脱口秀节目）
- 《1052欢乐通》（脱口秀节目）
- 《1052卧谈会》（谈话节目）
- 《1052人民体育》（体育节目）
- 《打开车窗说亮话》（谈话节目）
- 《多一点激情》（情感节目）
- 《随心出发》（旅游资讯节目）
- 《汽车玩家》（汽车资讯节目）
- 《车麟时代》（汽车资讯节目）
- 《律师说法》（法律资讯节目）
- 《好奇心精英日报》（科学资讯节目）
- 《添记茶餐厅》（新闻评论节目）

## 主持人
- 卢弢儿
- 江伟麟
- 路灵灵
- 大卫
- 安宇
- 杨斌
- 余泳欣
- 陈嘉慧
- 高恺然
- 文仔
- 路灵灵
- 路文文
- 王聆
- 郭晓洁
- 黄晚添
- 邓伟浩
- 林殷杰

## 口号
- 2012年：2012，爱在1052
- 2013年：羊城交广二十年，爱心同行每一天。
- 2014年：心心相印，风雨同路
- 2019年：1052 一定满意